# Andrés de Tapia

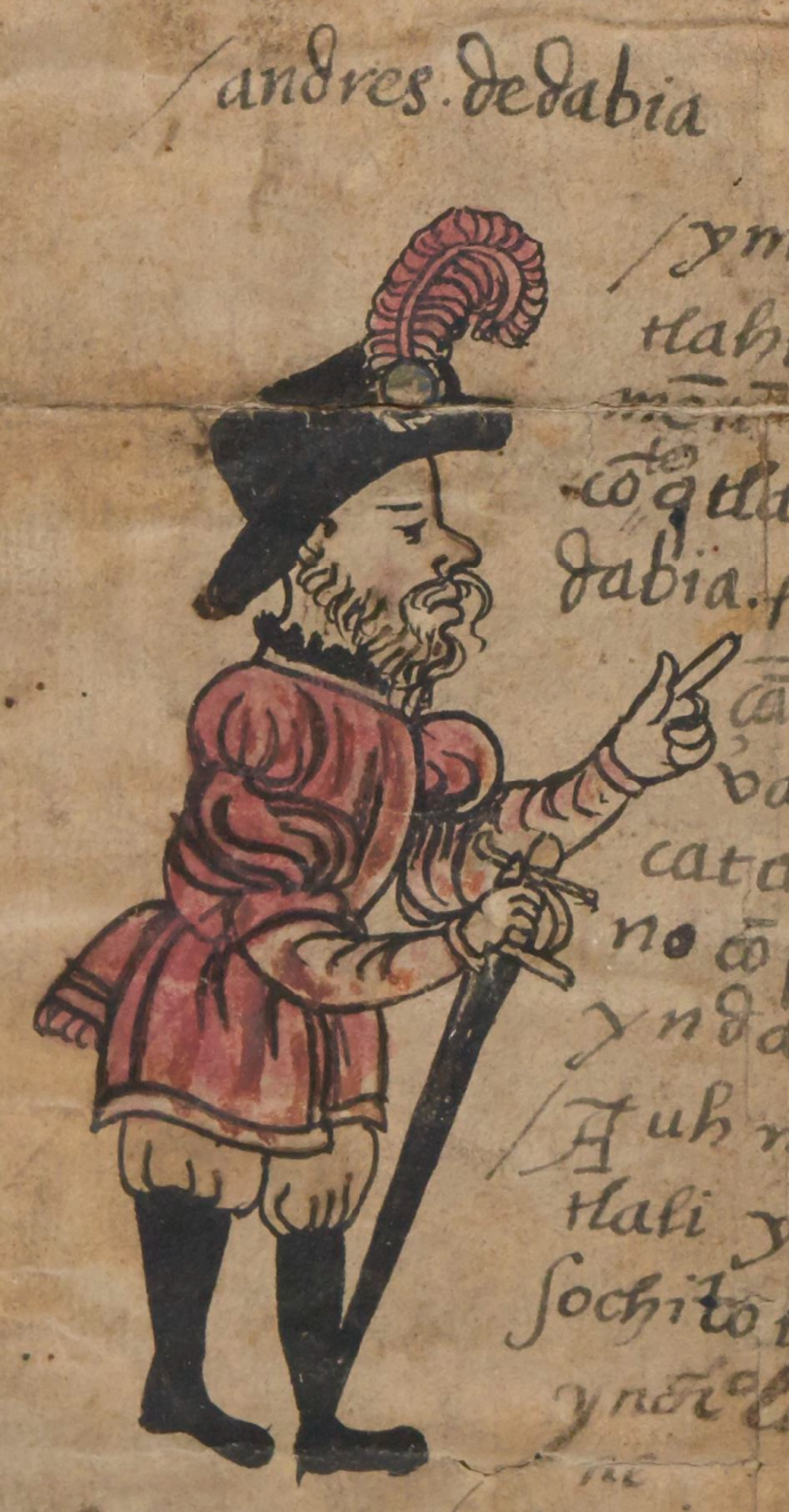
Andrés de Tapia (Zeichnung um 1560)

Andrés de Tapia (* um 1498 in Medellín, Estremadura; † Oktober 1561 in Neuspanien) war ein Hauptmann (capitán) in der Streitmacht von Hernán Cortés in der Zeit der Spanischen Eroberung Mexikos; auch in der Zeit danach blieb er ein enger Vertrauter seines Herrn. Außerdem verfasste er (wahrscheinlich unter der Mitwirkung anderer) einen Bericht über die Ereignisse an dessen Seite.

## Leben
Andrés de Tapia war der Sohn von Cristóbal Lucas de Navarrete und María González de Tapia, beides Angehörige des niederen Adels (Hidalgos). Im Alter von 18 Jahren war er Stallknecht oder Diener von Christoph Kolumbus in Sevilla; auf dessen Empfehlung hin brach er im Jahr 1518 nach Santiago de Cuba auf. Ein Jahr später schloss er sich dem Expeditionscorps von Hernán Cortés zur Erkundung der Halbinsel Yucatán an, wo er auf den bereits im Jahr 1511 schiffbrüchig gewordenen und nunmehr auch Maya-sprechenden Franziskaner Gerónimo de Aguilar traf. Außerdem wechselte er angeblich die ersten Worte mit Malinche, der späteren Übersetzerin und zeitweisen Geliebten von Cortés. Andrés de Tapia nahm an der Eroberung der Azteken-Hauptstadt Tenochtitlán teil. Im Jahr 1522 war er einer der Hauptleute unter Cristóbal de Olid im Rahmen der Unterwerfung des 
Taraskenreichs und seiner Hauptstadt Tzintzuntzan. Ein Jahr zuvor hatte ihn Cortés zum Encomendero von Cholula gemacht, doch nahm er seine Entscheidung zwei Jahre später aus unbekannten Gründen wieder zurück und überließ ihm die Kleinstadt Papantla und einige andere Orte. Bei Cortés’ Feldzug nach Honduras (1524/5) wird er nicht erwähnt.
Im Jahr 1528 kehrte Andrés de Tapia als Begleiter von Cortés nach Spanien zurück, doch waren beide ein Jahr später wieder in Neuspanien. In den Folgejahren blieb er engster Vertrauter des Marqués de Valle de Oaxaca; wahrscheinlich in dieser Zeit verfasste er seine Relaciones. Zwischenzeitlich nahm er jedoch auch an der Entdeckungsfahrt seines Herrn entlang der Pazifikküste nach Norden teil, bei der die Halbinsel Baja California entdeckt wurde. Angeblich soll er Cortés auch bei dessen zweiter Reise nach Spanien begleitet haben und sogar bei der erfolglosen Belagerung von Algier (1541) dabei gewesen sein. Jedenfalls starb er im Herbst des Jahres 1561 in Neuspanien.

## Familie
Andrés de Tapia war verheiratet mit Isabel de Sosa, mit der er drei Söhne und eine Tochter hatte.

## Werk
- Relación de algunas Cosas de las que acaecieron al muy ilustre Señor Don Hernando Cortés, Marquez del Valle, desde que se determinó a ir a descubrir Tierra en la Tierra firme del mar océano. Hrsg. Agustín Yáñez, Universidad Nacional Autónoma de Mexico, 1963 (Besprechung auf artehistoria.com (spanisch)).